# I pirati di Tortuga
I pirati di Tortuga (Pirates of Tortuga) è un film del 1961, diretto da Robert D. Webb.

## Trama
Su ordine del Re d'Inghilterra Carlo II, il capitano corsaro Bart Baston (Ken Scott) dovrà addentrarsi sotto copertura tra i Pirati di Tortuga col compito di distruggere l'organizzazione criminale dall'interno.
Prima di partire, però, il capitano farà la conoscenza di una giovane ladra di nome Margareth (Letícia Román) che si innamora subito di lui. Costretto a portarla con lui sulla nave, deciderà di lasciarla al sicuro sull'isola di Giamaica, dove verrà accudita dal governatore del luogo.
Intanto Bart riesce a raggiungere Tortuga e ad impressionare il capo Pirata Morgan (Robert Stephens) tanto da entrare in commercio con lo stesso, purtroppo la sua copertura salta poco dopo per via di una spia interna in Jamaica, questo non solo darà inizio ad una battaglia fra i due ma creerà anche un'incomprensione tra le schiere militari del Re che lo accuseranno di patteggiamento col nemico. In carcere i due si conosceranno meglio scoprendo anche le motivazioni che li hanno spinti alla loro scelta di vita, intanto Margaret salva Bart dalla forca testimoniando per lui e scapperà verso Londra. Bart, tornato in patria, riuscirà a rintracciare Margaret e a scappare con lei verso il futuro.